# إعلام وصحافة نادي برشلونة
لا تقتصر وسائل الإعلام التي تعني بشؤون نادي برشلونة على وسيلة إعلامية بعينها بل تمتد لتشمل أغلب الوسائل الإعلامية سواء التلفاز أو المذياع والصحف والمجلات أضافة للمواقع الألكترونية وهناك صنفين للوسائل الإعلامية تلك، صنف يتبع النادي، وصنف آخر مقرب من النادي.

## وسائل إعلام تتبع النادي
- قناة بارسا: (بالكتلانية: barca tv) وهي قناة تلفزيونية رياضية متخصصة في شؤون النادي، تأسست القناة في العام 1999، وهي تبث باللغتين الإنجليزية والإسبانية علاوة على اللغة الكاتالونية.[3]
- إذاعة راديو بارسا: (بالكتلانية: R@dio Barça) هي محطة إذاعية تغطي مباريات نادي برشلونة والفرق الرياضية الأخرى التابعة للنادي وهي مثل القناة التلفزيونية التي تتبع النادي تبث بثلاثة لغات الكاتالونية الإنجليزية والإسبانية.[4]
- الموقع الألكتروني الرسمي: وهو الموقع الرسمي الخاص بالنادي الكاتلوني ويدار تحت أشراف إدارة النادي وهو يتناول جميع أخبار النادي ونتائج الفرق الرياضية التابعة للنادي، وهو بتسعة لغات الكاتالونية الإنجليزية الإسبانية العربية الصينية اليابانية الفرنسية الإندونيسية والبرتغالية [5]
- مجلة ريفيستا البرسا (بالكتلانية: Revista BARÇA) هي مجلة دورية صادرة من قبل إدارة التسويق في النادي تصدر مرة واحدة كل شهرين بواقع ستة أعداد كل عام، أول أصدار للمجلة بدأ اعتبارا من عام 2002، المجلة تتكون في العادة من 68 صفحة، وتتناول شؤون النادي والفرق التابعة لة، وتتضمن لقاءات مع نجوم قدامى وجدد وتقارير متنوعة وآخر المستجدات،[6] يصبح أي عدد صادر للمجلة متاح ألكترونياً للتصفح والاطلاع بعد أربعة أعوام من صدورة من خلال موقع النادي الرسمي.[7]

## وسائل إعلامية مقربة من النادي
توجد العديد من الوسائل الإعلامية غير التابعة للنادي تعني بشؤون النادي وغالبا يكون ذلك بحكم وجود تلك الوسائل في أقليم كاتالونيا الذي ينتمي الية برشلونة ومن أهم تلك الوسائل الإعلامية:-
- قناة تي في 3 التلفزيونية الفضائية (بالكتلانية: tv3).
- صحيفة إل موندو ديبورتيفو (بالكتلانية: El Mundo Deportivo).[9]
- صحيفة السبورت (بالكتلانية: Sport).[10]
- صحيفة آل 9 (بالكتلانية: el9).[11]
- إذاعة راديو كاتالونيا (بالكتلانية: Catalunya Radio).[12]